# R4-es busz (Budapest)
A budapesti R4-es jelzésű autóbusz a Moszkva tér és a Farkasréti temető, főbejárat között közlekedett mindenszentekkor, gyorsjáratként. A járatot a Budapesti Közlekedési Vállalat üzemeltette.

## Története
1978-ban az 59-es villamos pályájának állapota jelentősen leromlott, emiatt helyette és a korábbi mindenszentekkor közlekedő 59A villamos helyett 59V jelzéssel pótlóbusz közlekedett a Moszkva tér és a 	Farkasréti temető, főbejárat között október 28–29-én és november 1-jén. 1979-ben azonos útvonalon, de Csaba utcai megállással, R4-es jelzéssel temetői buszjárat indult az 59-es és 59A villamos mellett.

## Megállóhelyei
| 59V (Moszkva tér – Farkasréti temető, főbejárat) | 59V (Moszkva tér – Farkasréti temető, főbejárat) | 59V (Moszkva tér – Farkasréti temető, főbejárat) | 59V (Moszkva tér – Farkasréti temető, főbejárat) | 59V (Moszkva tér – Farkasréti temető, főbejárat) | 59V (Moszkva tér – Farkasréti temető, főbejárat)                                           | 59V (Moszkva tér – Farkasréti temető, főbejárat)                                                           | 59V (Moszkva tér – Farkasréti temető, főbejárat) |
| R4 (Moszkva tér – Farkasréti temető, főbejárat)  | R4 (Moszkva tér – Farkasréti temető, főbejárat)  | R4 (Moszkva tér – Farkasréti temető, főbejárat)  | R4 (Moszkva tér – Farkasréti temető, főbejárat)  | R4 (Moszkva tér – Farkasréti temető, főbejárat)  | R4 (Moszkva tér – Farkasréti temető, főbejárat)                                            | R4 (Moszkva tér – Farkasréti temető, főbejárat)                                                            | R4 (Moszkva tér – Farkasréti temető, főbejárat)  |
| Sorszám (↓)                                      | Sorszám (↓)                                      | Megállóhely                                      | Sorszám (↑)                                      | Sorszám (↑)                                      | Átszállási kapcsolatok                                                                     | Átszállási kapcsolatok                                                                                     |                                                  |
| 1978                                             | 1979                                             | Megállóhely                                      | 1978                                             | 1979                                             | 1978-ban (59V)                                                                             | 1979-ben (R4)                                                                                              |                                                  |
| ------------------------------------------------ | ------------------------------------------------ | ------------------------------------------------ | ------------------------------------------------ | ------------------------------------------------ | ------------------------------------------------------------------------------------------ | --- | ------------------------------------------------ |
| 0                                                | 0                                                | Moszkva tér végállomás                           | 3                                                | 4                                                | 4, 6, 18, 56, 61 5, 12, 12A, 16, 16A, 21, 22, 22, 28, 29, 39, 49, 56, 56E, 84, 128, 156, J | 4, 6, 18, 56, 59, 59A, 61 5, 5, 12, 12A, 12, 16, 16A, 21, 22, 22, 28, 29, 39, 49, 56, 56E, 84, 128, 156, J |                                                  |
| ∫                                                | 1                                                | Moszkva tér (Csaba utca)                         | ∫                                                | 3                                                | Nem érintette                                                                              | 4, 6, 18, 56, 59, 59A, 61 5, 5, 12, 12A, 12, 16, 16A, 21, 22, 22, 28, 29, 39, 49, 56, 56E, 84, 128, 156, J |                                                  |
| 1                                                | 2                                                | Déli pályaudvar                                  | 2                                                | 2                                                | 18, 61 5, 12, 21, 39, 102, J Budapest-Déli                                                 | 18, 59, 59A, 61 5, 5, 12, 21, 39, 102, J Budapest-Déli                                                     |                                                  |
| 2                                                | 3                                                | BAH-csomópont                                    | 1                                                | 1                                                | 61 8, 8B, 8, 12                                                                            | 61 8, 8A, 8, 12                                                                                            |                                                  |
| 3                                                | 4                                                | Farkasréti temető, főbejárat végállomás          | 0                                                | 0                                                | 8, 8B, 8                                                                                   | 59, 59A 8, 8A, 8                                                                                           |                                                  |